# Oligonychus pritchardi
Oligonychus pritchardi är en spindeldjursart som först beskrevs av McGregor 1950.  Oligonychus pritchardi ingår i släktet Oligonychus och familjen Tetranychidae. Inga underarter finns listade i Catalogue of Life.